# Nešto između
Nešto između (Нешто између, tr. Quelcom entremig) és una pel·lícula dramàtica iugoslava del 1982 dirigida per Srđan Karanović. Fou projectada a la secció Un Certain Regard del 36è Festival Internacional de Cinema de Canes.

## Sinopsi
Una dona estatunidenca va a Belgrad per visitar el seu vell amic. Tanmateix, a Belgrad, a l'exòtica frontera entre Orient i Occident, forma part d'un triangle amorós.

## Repartiment
- Caris Corfman - Eve (Eva)
- Miki Manojlović - Janko
- Dragan Nikolić - Marko
- Zorka Manojlović - Majka
- Renata Ulmanski - Tetka
- Nina Kirsanova - Baba
- Petar Ilić - Sin
- Gorica Popović - Dunja
- Sonja Savić - Tvigica
- Branko Cvejić - Barmen
- Zaba Madden - Konobarica
- Ljubisa Bacic - Laza
- Timothy John Byford - Peter
- Ljiljana Sljapic - Ženska
- Jelica Sretenović - Jelica

## Restauració
El 28 de desembre de 2016, la Jugoslavenska Kinoteka, d'acord amb les seves competències basades en la Llei de béns culturals, va declarar bé cultural de gran importància cent llargmetratges serbis (1911-1999).
La Jugoslavenska Kinoteka en col·laboració amb Vip mobile i Centar film, ha restaurat aquest clàssic del cinema. L'estrena es va celebrar el 5 de desembre de 2019 a la sala de cerimònia de la Kinoteca a Belgrad.